# Алетте Пос
Алетте Пос (нід. Alette Pos, 30 березня 1962) — нідерландська хокеїстка на траві.
Олімпійська чемпіонка 1984 року.